# Simulium johnsoni
Simulium johnsoni es una especie de insecto del género Simulium, familia Simuliidae, orden Diptera.
Fue descrita científicamente por Vargas & Najera, 1957.